# نابهنجاری برانگیختگی تناسلی مداوم
نابهنجاری برانگیختگی تناسلی مداوم (به انگلیسی: Persistent genital arousal disorder)، به صورت کوتاه‌نوشت PGAD، که پیش‌ترسندرم برانگیختگی جنسی مداوم نامیده می‌شد، برانگیختگی تناسلی خود به خود، مداوم، ناخواسته و غیرقابل کنترل در غیاب تحریک جنسی یا میل جنسی است و معمولاً توسط ارگاسم تسکین نمی‌یابد در عوض، ممکن است برای تسکین به ارگاسم‌های متعدد در طی چند ساعت یا روز نیاز باشد.
این اختلال در زنان رخ می‌دهد. و با پریاپیسم در مردان مقایسه شده‌است. PGAD نادر است و به خوبی درک نشده‌است. مقالات با نامگذاری ناسازگار است. متمایز از بیش‌فعالی جنسی است که به‌عنوان افزایش میل جنسی شناخته می‌شود.

## همهگیرشناسی
PGAD بسیار نادر است. اگرچه نظرسنجی‌های آنلاین نشان داده‌است که صدها زن ممکن است PGAD داشته باشند، مطالعات موردی مستند به حدود ۲۲ درصد محدود شده‌است. هیچ داده جمعیتی در مورد این اختلال وجود ندارد.

## تاریخ
اولین ارجاعات به PGAD ممکن است توصیف یونانی بیش‌فعالی جنسی باشد (که قبلاً به عنوان «ساتریازیس» و «نیمفومانیا» شناخته می‌شد) که برانگیختگی ماندگار دستگاه تناسلی را با سیری ناپذیری جنسی اشتباه می‌گرفت. در حالی که PGAD شامل فقدان میل جنسی است، بیشجنسی به عنوان میل جنسی افزایش یافته مشخص می‌شود.
اصطلاح سندرم برانگیختگی جنسی مداوم توسط محققان لیبلوم و ناتان در سال ۲۰۰۱ ابداع شد. در سال ۲۰۰۶، لیبلوم این وضعیت را به «اختلال برانگیختگی مداوم تناسلی» تغییر نام داد تا نشان دهد که احساسات برانگیختگی تناسلی با احساسات ناشی از برانگیختگی جنسی واقعی متفاوت است. این تغییر نام همچنین به این دلیل در نظر گرفته شد که به این وضعیت شانس بیشتری برای طبقه‌بندی به عنوان یک اختلال کارکردی می‌دهد.